# Las Parejas
Las Parejas – argentyńskie miasto leżące w prowincji Santa Fe.
Według spisu z roku 2001 miasto liczyło 11 301 mieszkańców.
Las Parejas założone zostało w roku 1889 na terenach należących do kompanii kolejowej Ferrocarril Central Argentino, jednak prawa miejskie otrzymało niemal 100 lat później – 27 czerwca 1986 roku.
Miasto jest siedzibą klubu piłkarskiego Sportivo.